# Condado de Summit (Colorado)
O Condado de Summit é um dos 64 condados do Estado americano do Colorado. A sede do condado é Breckenridge, e sua maior cidade é Breckenridge. O condado possui uma área de 1 604 km² (dos quais 29 km² estão cobertos por água), uma população de 23 548 habitantes, e uma densidade populacional de 15 hab/km² (segundo o censo nacional de 2000). O condado foi fundado em 1 de novembro de 1861.